# 小絹

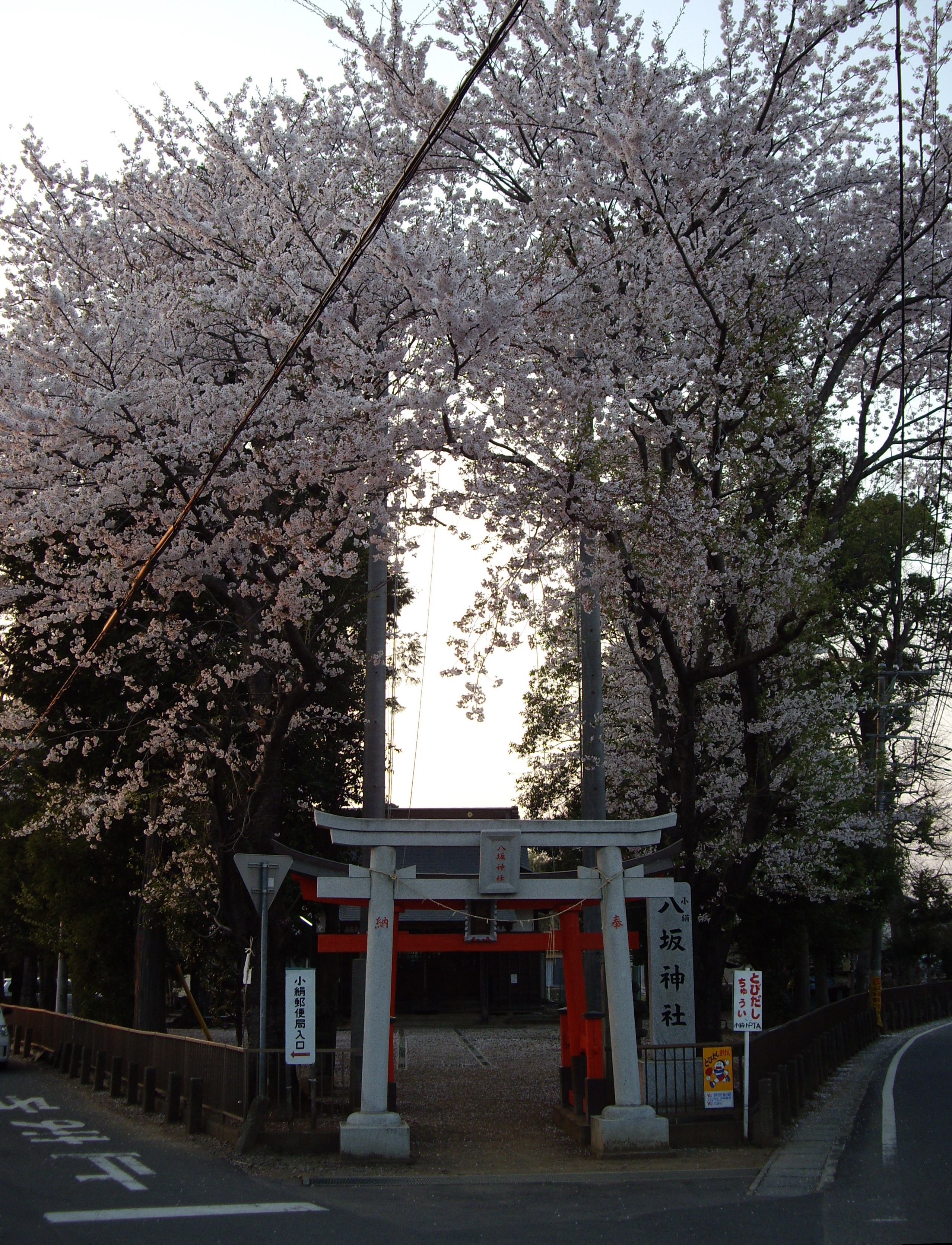
小絹八坂神社

小絹（こきぬ）は、茨城県つくばみらい市の地名。郵便番号は300-2445。

## 地理
つくばみらい市西部に位置する。旧北相馬郡小絹村の中心部に当たり、かつての地名は新宿（にいじゅく）である。
また、現在も新宿の名が小字に残る。地域内には市立小絹小学校、関東鉄道常総線小絹駅、小絹郵便局がある。
東は杉下、西ノ台、西ノ台南、筒戸、西は常総市内守谷町、南は絹の台、筒戸、北は寺畑、細代と接している。南に常総ニュータウン絹の台、鬼怒川を挟んだ西に常総ニュータウンきぬの里がある。

### 地価
住宅地の地価は、2017年（平成29年）1月1日の公示地価によれば、小絹字溜下185番36の地点で3万3700円/m2となっている。

### 小・中学校の学区
市立小・中学校に通う場合、学区は以下の通りとなる。
| 番地 | 小学校     | 中学校     |
| ---- | ---------- | ---------- |
| 全域 | 小絹小学校 | 小絹中学校 |

## 歴史

### 沿革
- 1869年（明治2年） 葛飾県相馬郡新宿村となる。
- 1871年（明治4年） 廃藩置県により、印旛県相馬郡新宿村となる。
- 1873年（明治6年） 県の統合により、千葉県相馬郡新宿村となる。
- 1875年（明治8年） 境界変更により、千葉県から茨城県に移管。茨城県相馬郡新宿村となる。
- 1878年（明治11年） 相馬郡が南相馬郡と北相馬郡に分離し、北相馬郡新宿村となる。
- 1889年（明治22年） 北相馬郡杉下村、筒戸村、寺畑村、平沼村、細代村と合併し、北相馬郡小絹村大字新宿となる。
- 1955年（昭和30年）3月1日 筑波郡谷原村・十和村・福岡村と合併し、筑波郡谷和原村大字小絹となる。
- 2006年（平成18年）3月27日 筑波郡伊奈町と合併・市制施行し、つくばみらい市小絹となる。

### 地名の由来
旧小絹村の中心であることから新宿改め｢小絹｣とした。

### 町名の変遷
| 実施後 | 実施年月日   | 実施前（各大字とも全域） |
| ------ | ------------ | ------------------------ |
| 小絹   | 1955年3月1日 | 新宿                     |

## 世帯数と人口
2017年（平成29年）8月1日現在の世帯数と人口は以下の通りである。
| 大字 | 世帯数  | 人口    |
| ---- | ------- | ------- |
| 小絹 | 847世帯 | 2,170人 |

## 交通
首都圏新都市鉄道つくばエクスプレス・関東鉄道常総線守谷駅を結ぶ路線バスと、つくばみらい市コミュニティバス｢みらい号｣が地域内を走っている。
路線バス
地域内には｢小絹駅｣停留所がある。
| 系統 | 主要経由地                                     | 行先       | 運行会社 |
| ---- | ---------------------------------------------- | ---------- | -------- |
|      | 小絹駅・絹の台・せせらぎの小路・御所ケ丘小入口 | 守谷駅西口 | ■関鉄    |

コミュニティバス「みらい号」
地域内には｢小絹駅｣停留所がある。
| 系統 | 主要経由地                                         | 行先       | 運行会社 |
| ---- | -------------------------------------------------- | ---------- | -------- |
| 西   | 小絹駅・西ノ台桜の公園・谷和原庁舎・紫峰ヶ丘一丁目 | みらい平駅 | ■関鉄    |

## 主な施設

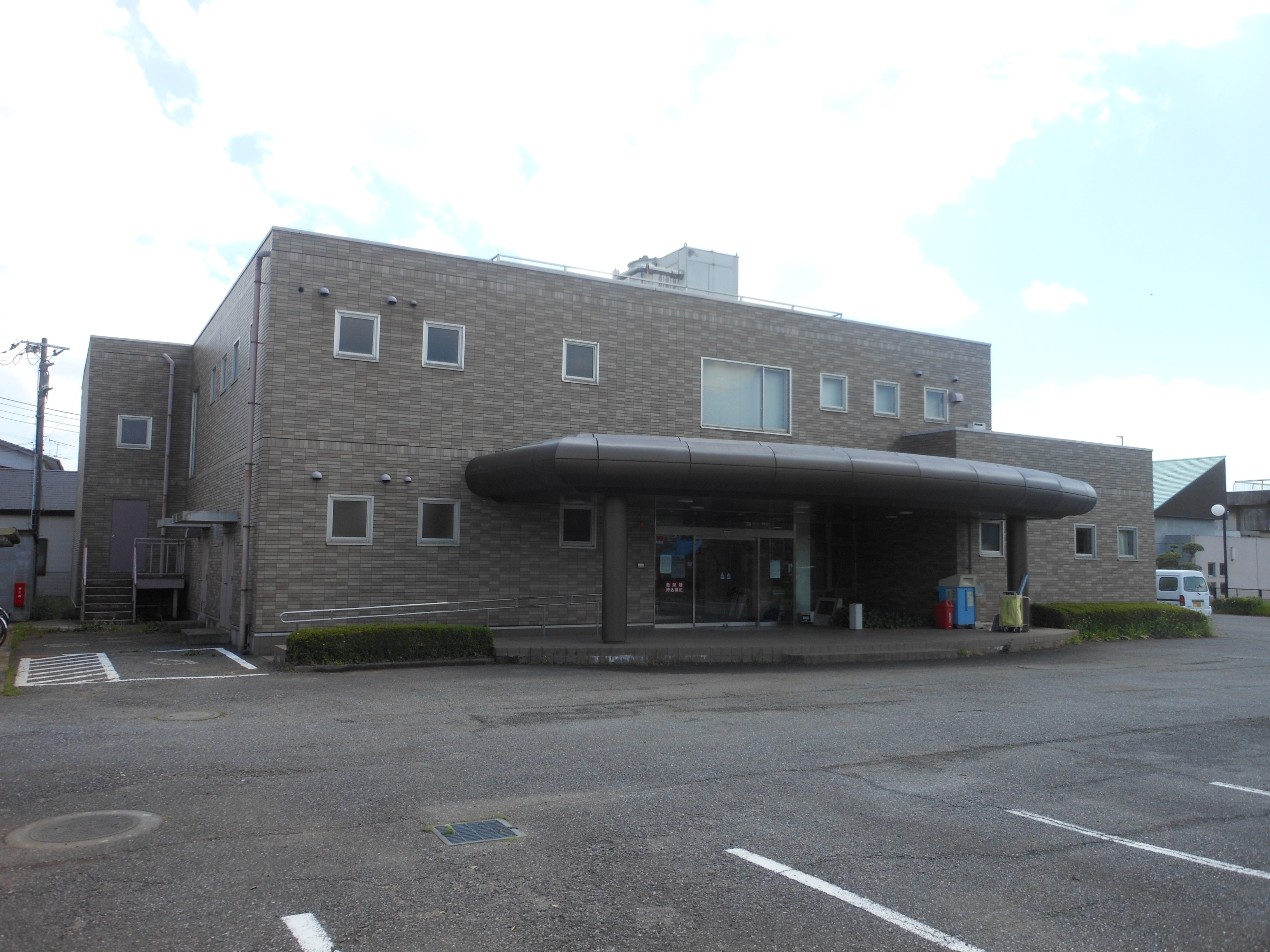
小絹コミュニティセンター

### 交通
- 関東鉄道常総線小絹駅

### 教育施設

#### 学校
- つくばみらい市立小絹小学校
- つくばみらい市立小絹中学校

#### その他
- 小絹コミュニティセンター
  - つくばみらい市立図書館小絹分館
- 小絹郵便局

### 商店

#### スーパーマーケット
- ヨークベニマルつくばみらい店
- おっ母さん食品館つくばみらい店（クリエイトSD内）
- 丸隆ストアー

### 飲食店
- もつの屋
- ピザハット　谷和原店
- 吉野家　つくばみらい店
- 熟成焼肉　いちばん谷和原店
- ゆで太郎　谷和原店

### 家電量販店
- ケーズデンキ　つくばみらい店
- ヤマダ電機　テックランド　Newつくばみらい店

### その他
- 常陽銀行谷和原支店
- 小絹八坂神社